# Саутемптон (Њујорк)
Саутемптон (енгл. Southampton) град је у америчкој савезној држави Њујорк.

## Демографија
По попису из 2010. године број становника је 3.109, што је 856 (-21,6%) становника мање него 2000. године.
| Група             | 2000.         | 2010.         |
| Белци             | 2.994 (75,5%) | 2.187 (70,3%) |
| Афроамериканци    | 513 (12,9%)   | 307 (9,9%)    |
| Азијати           | 63 (1,6%)     | 55 (1,8%)     |
| Хиспаноамериканци | 359 (9,1%)    | 503 (16,2%)   |
| Укупно            | 3.965         | 3.109         |